# Château de Chessy (Rhône)
Le château de Chessy est un ancien château fort, fondé au XIIe siècle, rebâti au XIIIe siècle, agrandi au XVe siècle et restauré au XIXe siècle, qui se dresse sur la commune de Chessy dans le département du Rhône en région Auvergne-Rhône-Alpes.
Le château fait l’objet d’une inscription au titre des monuments historiques par arrêté du 6 septembre 2004.

## Situation
Le château de Chessy est situé dans le département français du Rhône sur la commune de Chessy, au plus haut du bourg.

## Histoire
La terre est acquise par l'abbaye de Savigny le 11 avril 968 par donation d'Arod et de sa femme Angèle.
Le château fondé au XIIe siècle est rebâti vers 1270 par l'abbé Amédée de Roussillon, puis agrandi lors de travaux à la fin du XVe siècle. Il sera ruiné durant les guerres de religion et attendra le XIXe siècle pour être restauré dans le style néo-gothique puis réhabilité à partir de 1971 par le décorateur Vital-Durand.

## Description
Le château de Chessy se compose de fortifications talutées et équipées de grandes archères. Le château fort était composé du donjon et d'une enceinte quadrangulaire.
Il en subsiste le gros donjon cylindrique construit en bel appareil près du logis reconstruit et les restes d'une enceinte avec une porte fortifiée.
Les deux corps de logis construits au XVe ou XVIe siècle l'ont été à l'extérieur de l'enceinte dont l'emprise a été transformée en jardin avant la Révolution en jardin de rocaille au XIXe siècle.
Un nouveau jardin a été dessiné par le décorateur Vital-Durand.